# جوانا شيمكوس
جوانا شيمكوس (بالإنجليزية: Joanna Shimkus)‏ (و. 1943  م) هي ممثلة أفلام، ومغنية  كندية، ولدت في هاليفاكس.

## وصلات خارجية
- جوانا شيمكوس في قاعدة بيانات الأفلام على الإنترنت
- جوانا شيمكوس  على موقع أول موفي